# Hypocrella turbinata
Hypocrella turbinata är en svampart som beskrevs av Seaver 1920. Hypocrella turbinata ingår i släktet Hypocrella och familjen Clavicipitaceae.   Inga underarter finns listade i Catalogue of Life.